# Франциссон, Борис Владимирович
Борис Владимирович Франциссон (1899—1960) — советский кинооператор.

## Биография
Родился в 1899 году. В 1920 году начал работать кинооператором спортивной хроники. Пробовал силы в области мультипликации и даже создавал по заказу рекламного предприятия фильм (по некоторым данным: кино-шарж). В своё время много трудился для кинобюро «ПУРа», снимал для них специальные хроники и военно-учебные фильмы. Спустя время Франциссону приходит предложение от «Госкино», от которого мужчина не отказывается и начинает с ними сотрудничать, снимая советские фильмы. Многие его работы стали популярными в СССР. За спиной кинооператора был большой опыт в области киносъёмок. Ушёл из жизни в 1960 году по причине болезни.

## Фильмография

### Работы в качестве кинооператора
- 1923 — Дневник Глумова
- 1924 — Всем на радость
- 1924 — К надземным победам
- 1925 — Сигнал
- 1925 — Чудесная книжка
- 1926 — В красном кольце
- 1926 — Эх, яблочко, куды котишься
- 1926 — Чиркин в казарме
- 1927 — Девушка с коробкой
- 1927 — Москва в Октябре
- 1929 — Весёлая канарейка
- 1928 — Счастливый червонец
- 1929 — 125-летний юбилей Казанского университета
- 1929 — Комета
- 1929 — Турксиб
- 1930 — Татарстан
- 1932 — Человек с орденом
- 1940 — Цена жизни

### Режиссёрские работы
- 1934 — По Крыму